# Golfovisión
Golfovisión es el canal de televisión de la ciudad de Manzanillo, en el oriente de Cuba, que transmite por el canal 66. Primer canal diseñado para emitir una señal para un territorio específico de cuba Fue inaugurado el miércoles 8 de septiembre de 2004, por iniciativa del Comandante en Jefe Fidel Castro Ruz y Lázaro Expósito Canto.
Posee una variada programación con un alto contenido educativo, se destacada la intención de ser una vitrina de la vida social, transmite de lunes a viernes a partir de las 6:00 PM, con la revista semanal "Ámbito Manzanillo" de 30 minutos de duración, en las noches transmite programas de corte variado, con revistas musicales, documentales, novelas, series, películas, y programas de corte social.
Entre los programas mejor facturados encontramos a Video Clip, Revista Cultural Destellos, Noticias 66, Punto de Giro, 7.ª Visión.
- Datos: Q5487173
- Multimedia: Golfovisión / Q5487173